# Enquêtes (émission de télévision)
Enquêtes est une émission de télévision belge de type reality show diffusée sur RTL-TVI depuis janvier 2000.
Elle suit notamment depuis 2001 l'inspecteur de police Bertrand Caroy, responsable du service circulation de la zone de police boraine, dans la province de Hainaut,,.